# Brits-Indië op de Olympische Zomerspelen 1936
Brits-Indië nam deel aan de Olympische Zomerspelen 1936 in Berlijn, Duitsland. Opnieuw werd de enige medaille door het hockeyteam gewonnen dat met succes zijn titel verdedigde.

## Medailleoverzicht
| Sport  | Olympiër | Discipline | Medaille |
| ------ | --- | ---------- | -------- |
| Hockey | Richard Allen Dhyan Chand Earnest Goodsir-Cullen Ali Dara Lionel Emmett Peter Fernandes Joseph Galibardy Mohammed Hussain Sayed Jaffar Ahsan Khan Ahmed Khan Mirza Masood Cyril Michie Baboo Nimal Joseph Phillips Shabban Shahab-ud-Din Garewal Singh Roop Singh Carlyle Tapsell | mannen     | Goud     |

## Deelnemers en resultaten

### Atletiek
| Olympiër          | Discipline             | Resultaat | Prestatie              |
| ----------------- | ---------------------- | --------- | ---------------------- |
| Eric Whiteside    | 100m (m)               | series    | serie 10: 5de          |
| Eric Whiteside    | 200m (m)               | series    | serie 7: 4de           |
| Gyan Bhalla       | 400m (m)               | 38e       | serie 8: 5de in 52,4   |
| Gyan Bhalla       | 800m (m)               | series    | serie 3: 8ste          |
| Raunaq Singh Gill | 1500m (m)              | DNS       | niet gestart           |
| Raunaq Singh Gill | 5000m (m)              | series    | serie 1: 15de          |
| Raunaq Singh Gill | 10000m (m)             | DNF       | niet gefinisht         |
| Raunaq Singh Gill | 3000m steeplechase (m) | DNS       | serie 3: niet gestart. |
| Arul Swami        | marathon (m)           | 37e       | 3:10.44                |

### Gewichtheffen
| Olympiër   | Discipline | Resultaat | Prestatie                                                                               |
| ---------- | ---------- | --------- | --------------------------------------------------------------------------------------- |
| U Zaw Weik | -75kg (m)  | 15e       | drukken: 14de met 87,5kg trekken: 11de met 100kg stoten: 15de met 122,5kg totaal: 300kg |

### Hockey
| Olympiër | Discipline | Resultaat | Prestatie |
| --- | ---------- | --------- | --- |
| Richard Allen Dhyan Chand Earnest Goodsir-Cullen Ali Dara Lionel Emmett Peter Fernandes Joseph Galibardy Mohammed Hussain Sayed Jaffar Ahsan Khan Ahmed Khan Mirza Masood Cyril Michie Baboo Nimal Joseph Phillips Shabban Shahab-ud-Din Garewal Singh Roop Singh Carlyle Tapsell | mannen     | Goud      | groep A: 1ste W van Japan: 9-0 W van Hongarije: 4-0 W van Verenigde Staten: 7-0 finale: W van Duitsland: 8-1 |

| Groep A |                  |             |             |             |             |            |            |            |        |
| #       | Land             | Wedstrijden | Wedstrijden | Wedstrijden | Wedstrijden | Doelpunten | Doelpunten | Doelpunten | Punten |
| #       | Land             | G           | W           | G           | V           | V          | T          | Saldo      | Punten |
| 1       | Brits-Indië      | 3           | 3           | 0           | 0           | 20         | 0          | +20        | 6      |
| 2       | Japan            | 3           | 2           | 0           | 1           | 8          | 11         | -3         | 4      |
| 3       | Hongarije        | 3           | 1           | 0           | 2           | 4          | 8          | -4         | 2      |
| 4       | Verenigde Staten | 3           | 0           | 0           | 3           | 2          | 15         | -13        | 0      |

| Ronde      | Plaats      | Land        | Score            | Land      |
| ---------- | ----------- | ----------- | ---------------- | --------- |
| Groepsfase |             |             |                  |           |
| Berlijn    | Brits-Indië | 9-0         | Japan            |           |
| Berlijn    | Brits-Indië | 4-0         | Hongarije        |           |
| Berlijn    | Brits-Indië | 7-0         | Verenigde Staten |           |
| Finale     | Berlijn     | Brits-Indië | 8-1              | Duitsland |

### Worstelen
| Olympiër          | Discipline  | Resultaat   | Prestatie                                                            |
| Vrije stijl       | Vrije stijl | Vrije stijl | Vrije stijl                                                          |
| ----------------- | ----------- | ----------- | -------------------------------------------------------------------- |
| Shankarrao Thorat | -56kg (m)   | 12e         | 1ste ronde: V van SUI Gaudard 2de ronde: V van USA Flood             |
| Rashid Anwar      | -72kg (m)   | 14e         | 1ste ronde: V van CAN Schleimer 2de ronde: V van BEL Beke            |
| Karam Rasul       | -79kg (m)   | 12e         | 1ste ronde: V van HUN Riheczky: 0-3 2de ronde: V van USA Voliva: 0-3 |

## Foto's

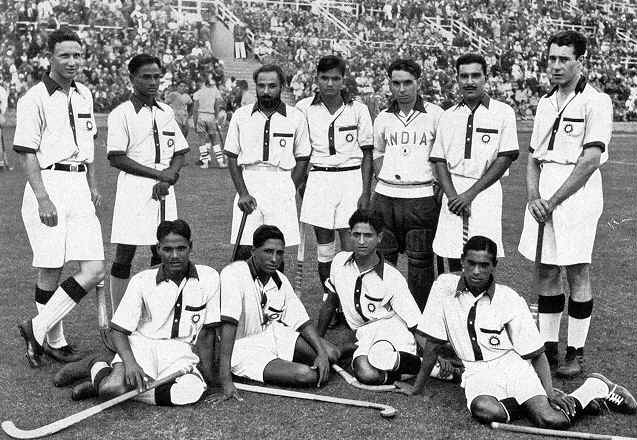
Olympische hockeyploeg

Afghanistan · Argentinië · Australië · België · Bermuda · Bolivia · Brazilië · Brits-Indië · Bulgarije · Canada · Chili · Colombia · Costa Rica · Denemarken · Duitsland · Egypte · Estland · Filipijnen · Finland · Frankrijk · Griekenland · Groot-Brittannië · Hongarije · IJsland · Italië · Japan · Joegoslavië · Letland · Liechtenstein · Luxemburg · Malta · Mexico · Monaco · Nederland · Nieuw-Zeeland · Noorwegen · Oostenrijk · Peru · Polen · Portugal · Republiek China · Roemenië · Tsjecho-Slowakije · Turkije · Uruguay · Verenigde Staten · Zuid-Afrika · Zweden · Zwitserland